# الادیو روخاس
الادیو رویاس (اسپانیایی: Eladio Rojas‎; ۸ نوامبر ۱۹۳۴ – ۱۳ ژانویهٔ ۱۹۹۱) یک بازیکن فوتبال اهل شیلی بود.

## تیم ملی
وی همچنین در تیم ملی فوتبال شیلی بازی کرده‌است.